# Кульпе Ян Карлович
Ян Карлович Кульпе (29 квітня 1888, місто Лібава, тепер Лієпая, Латвія — розстріляний 20 лютого 1938, тепер Російська Федерація) — радянський діяч, відповідальний секретар Забайкальського губернського комітету РКП(б), Північно-Маньчжурського комітету ВКП(б), Хабаровського окружного комітету ВКП(б), член ВЦВК. Член Центральної контрольної комісії ВКП(б) у 1930—1934 роках.

## Біографія
Народився в родині робітників. Закінчив чотирирічне початкове міське училище. З дитячих років працював підручним у штукатурів та мулярів. З 1903 по 1905 рік — учень слюсаря на фабриці «Фольга» в Лібаві.
Член РСДРП(б) з 1904 року. Партійний псевдонім Адам Остель.
У 1905—1906 роках — учень слюсаря механічної майстерні Гросса в Лібаві. Брав участь у нелегальній партійній роботі в Лібаві, у 1906 році вибраний членом Старолібавської районної ради. До листопада 1906 року працював слюсарем механічної фабрики «Плутон». Потім переїхав до Риги, де перебував на нелегальному становищі. Весною 1907 року працював у Північно-Ліфляндській обласній організації РСДРП(б) в місті Юр'єві (Тарту). У травні 1907 року переїхав до Санкт-Петербурга, був відряджений на інструкторські курси нелегальної більшовицької школи-лабораторії в Фінляндії.
З травня 1907 року заарештований за підозрою у вбивстві поліцейського стражника, в 1909 році засуджений до смертної кари через повішення із заміною через неповноліття 20-річними каторжними роботами. У 1913 році засуджений до пожиттєвого ув'язнення. Відбував ув'язнення в Ризькій та Орловській каторжних в'язницях.
У березні 1917 року амністований, входив до Північної групи Латвійської організації РСДРП(б) у Москві. У квітні 1917 року переїхав до Костроми, працював слюсарем на механічному заводі «ПЛО», був організатором Заволзького районного комітету РСДРП(б) Костроми.
У липні 1917 — 1919 року — член Костромської ради; член президії виконавчого комітету Костромської міської ради по відділу праці; гласний депутат Костромської міської думи від більшовиків; брав участь у формуванні червоногвардійських дружин, начальник охорони Костроми; політичний комісар 1-го Костромського партизанського загону на Чернігівському фронті.
З 1918 до червня 1921 року — член виконавчого комітету Костромської губернської ради, член Костромської міської ради.
30 січня — 17 березня 1919 року — голова Костромської губернської надзвичайної комісії (ЧК).
З 1919 до червня 1921 року — член президії та відповідальний секретар виконавчого комітету Костромської губернської ради, голова Комітету біженців Латвії в Костромі. Обирався головою латишської секції при Костромському губернському комітеті РКП(б), товаришем (заступником) голови Костромського міського комітету РКП(б), головою Заволзького районного комітету РКП(б) міста Костроми.
20 листопада 1919 — січень 1920 року — в.о. голови Костромської губернської надзвичайної комісії (ЧК).
З лютого 1921 року кілька місяців працював робітником фабрики в Костромі.
У 1921 році — завідувач організаційного відділу та відповідальний секретар Костромського міського комітету РКП(б), завідувач міського відділу Костромського губернського комітету РКП(б).
З 1 вересня 1921 по 1923 рік — голова Костромського губернського революційного трибуналу. Одночасно, з 19 серпня 1922 по 1923 рік — голова Костромського губернського народного суду. Також працював головою Костромської губернської контрольної комісії РКП(б).
До червня 1923 року — інструктор Далекосхідного бюро ЦК РКП(б).
У червні 1923 — листопаді 1924 року — відповідальний секретар 1-го районного комітету РКП(б) міста Чити.
У листопаді 1924 — 1925 року — відповідальний секретар 2-го районного комітету РКП(б) міста Чити.
У жовтні 1925 — квітні 1926 року — відповідальний секретар Забайкальського губернського комітету РКП(б).
У 1926—1928 роках — відповідальний секретар Північно-Маньчжурського комітету ВКП(б).
У 1928—1929 роках — відповідальний секретар Хабаровського окружного комітету ВКП(б).
У 1929—1932 роках — голова Далекосхідної крайової контрольної комісії ВКП(б), заступник голови виконавчого комітету Далекосхідної крайової ради.
У 1932 — січні 1934 року — секретар партійної колегії Північно-Кавказької крайової контрольної комісії ВКП(б).
З січня 1934 року — секретар партійної колегії Комісії партійного контролю при ЦК ВКП(б) по Азово-Чорноморському краю.
Потім — на радянській та педагогічній роботі в Ростові-на-Дону. До грудня 1937 року — директор заводу в Ростові-на-Дону.
10 грудня 1937 року заарештований органами НКВС. Засуджений Воєнною колегією Верховного суду СРСР 20 лютого 1938 року до страти, розстріляний того ж дня.
Посмертно реабілітований.